# 오귀스탱 드 로베스피에르

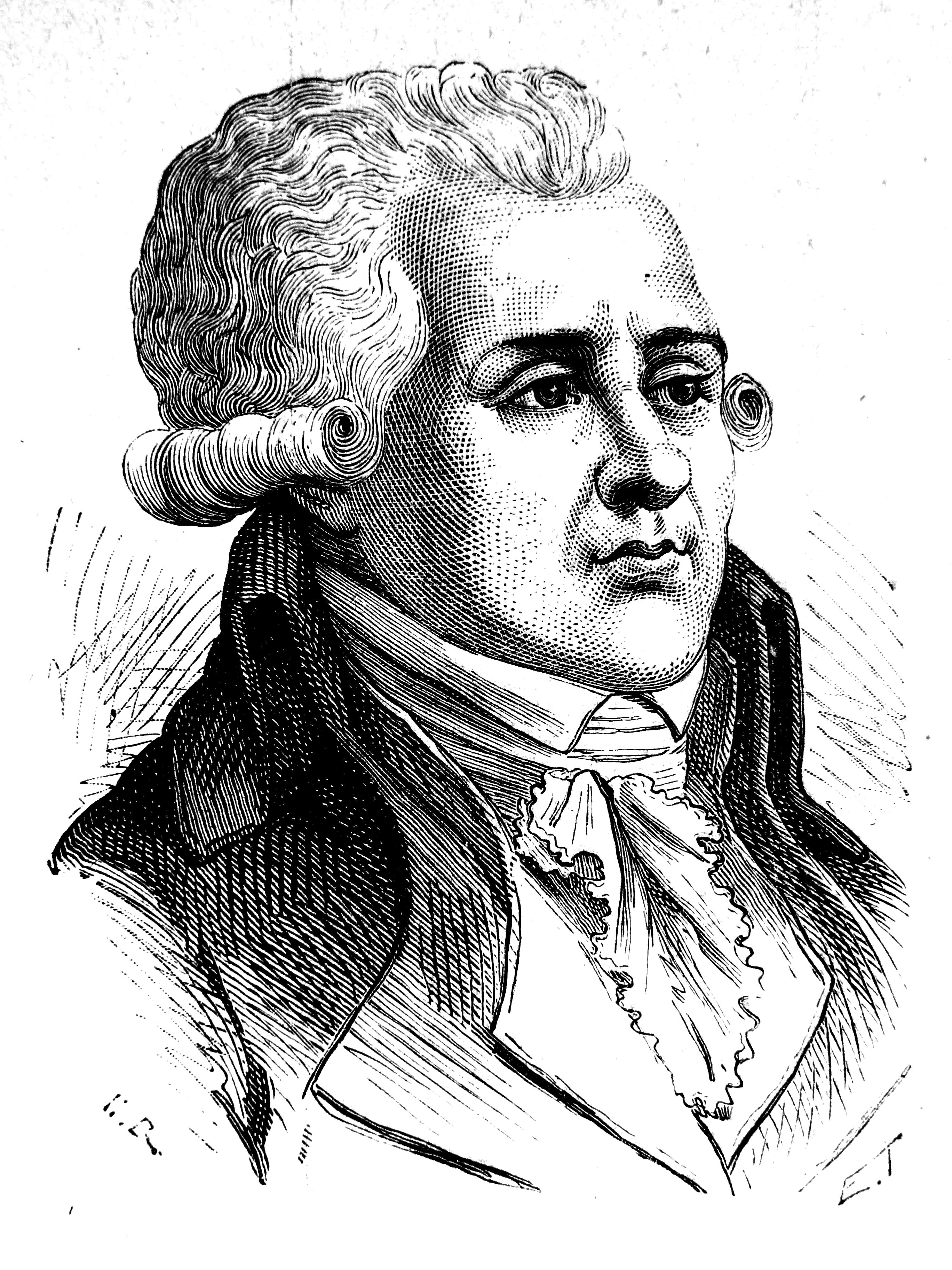
오귀스탱 로베스피에르

오귀스탱 봉 조제프 드 로베스피에르(Augustin Bon Joseph de Robespierre, 1763년 1월 21일 - 1794년 7월 28일)은 프랑스 혁명의 지도자인 막시밀리앙 로베스피에르의 동생으로 형과 같이 국민 공회 의원이었으며, 테르미도르 8일에 형과 함께 스스로 체포되어 쿠데타 다음날 처형되었다. 일반적으로 오귀스탱 로베스피에르 또는 작은 로베스피에르라고 불린다. 나폴레옹 보나파르트를 발굴해서 출세의 길로 안내한 인물이기도 하다.

## 생애
1763년 1월 21일, 아라스에서 태어났다. 어거스틴과 그의 동생 막시밀리앙의 일가는 네 명의 아이가 있고, 아버지 막시밀리앙 바르테레미 프랑수아 드 로베스피에르는 아르투 주(현 파드 칼레 주) 고등평정원의 변호사였다. 어머니 자클린 마르게리트 카로는 맥주 도매상의 딸로 1764년, 어린 아이들을 남겨두고 사망했다. 당시 형 막시밀리앙은 6세, 오귀스탱은 1살이었다. 그들의 아버지는 아내를 잃은 후 재혼하지 않고, 고등평정원 직을 그만두고 신성로마제국 선제후의 영향권인 바이에른에 자리를 잡았다. 1777년 사망했다는 설이 있다.
수입이 거의 없었기 때문에 막시밀리앙과 오귀스탱 두 사람은 장학금을 받으면서 학업을 계속했다. 오귀스탱의 운명은 동생과 밀접한 관련이 있었다. 오귀스탱은 형의 사상과 후광을 받으면서 먼저 아라스에서, 이후 파리에서 그 또한 정치가로서의 길을 걷게된다.

### 프랑스 혁명기
프랑스 혁명 전날까지 형과 마찬가지로 아라스의 아르투 주 고등평정원의 변호사로 일했다. 그는 혁명 사상을 받아들이고 아라스 헌법친목회의 의장으로 선출된다. 1791년, 그는 파드 칼레 지방의 행정관이 된다.
1792년 8월 10일 왕권을 정지시킨 튈르리 궁전 습격 이후 그는 파드 칼레 현 집행부 대리가 되었으며, 다음 파드 칼레 지방의 행정부에 선출된다. 이후 그는 24명 중 19번째로 국민 공회 의원으로 파리에서 선출된다. 형 막시밀리앙 마찬가지로 그는 산악파 의원의 의석을 차지했고, 자코뱅당에 가입한다.

### 공포 정치
루이 16세의 재판 때는 왕에게 유죄 표를 던졌으며, 국민의 승인을 얻는 것에 반대하며 사형과 집행 유예의 적용 제외를 요구했다. 게다가 그는 미라보의 유해를 파리의 팡테옹으로부터 이장할 것을 요구했고, 그 다음에, 4월 12일에 지롱드파의 공격에 대항하기 위해 마라 스스로가 제기한 자기 탄핵에 찬성 투표를 한다. 또 국민공회 위병의 창설에 반대한다.
1793년 6월 2일 공안위원회 폐지에 반대표를 던졌으며, 지롱드 당원 체포에 찬성했다.

### 툴롱 포위전
1793년 7월, 프랑스 남부의 파견 임무 중에 오귀스탱은 《툴롱 포위전》에서 나폴레옹을 발굴했다. 그의 공적을 칭찬하고 공안위원회에 영향력을 행사하여 보나파르트가 장군으로 승진하는 데 중요한 역할을 했다. 그 후 그는 손강 상류 지역과 드 주의 공회 위원이 된다.
1794년 5월 손강 상류 지역의 임지에 가서 동료 베르나르 드 셍과 함께 투옥되어 있던 많은 사람들을 석방시켰다. 그는 지방의 남부군이 있는 파견 의원이었던 폴 바라스, 플레론의 지나친 행위를 고발하는데 중요한 역할을 한다. 그들이야말로 이후 막시밀리앙을 실추시킬 중요한 사람들이었다.
파리로 귀환해서 그는 조제프 푸셰와 친분을 맺는다. 푸셰는 그의 누나인 샬롯과 결혼을 원했지만, 막시밀리앙은 푸셰를 인정하지 않았고, 동생의 희망과는 달리 이 결혼에 반대했다.

### 최후
그러나 테르미도르 8일(1794년 7월 26일), 국민 공회에서 아베롱 주에서 선출된 산악파 의원인 루이 루세가 막시밀리앙에 대한 체포 명령을 요구한다. 오귀스탱은 그의 이름이 언급되지 않음에도 불구하고 다음과 같이 외쳤다.
| “ | 나도 형과 마찬가지로 유죄이다. 나는 형과 덕을 공유하고 있다. 나는 형과 운명을 같이하고 싶다. 따라서 나에 대한 체포 명령을 요구한다. | ” |

그에 대한 체포 명령은 샤랑트마리팀 주 선출 의원 로조에 의해 즉시 통과된다. 테르미도르 9일 밤부터 10일까지 시청에서 도망을 갔지만, 헌병들이 발각되어 도망치려다 넘어져 다리가 골절된다.
다음 날인 테르미도르 10일(1794년 7월 28일), 그는 법의 보호 밖에 놓인 다른 21명과 함께 혁명재판소로 연행된다. 단순히 신분만 확인하고 그는 막시밀리앙 로베스피에르, 생 쥐스트, 쿠통, 안리오와 함께 혁명 광장(현 콩코드 광장)에서 단두대로 처형된다.

## 같이 보기
- 막시밀리앙 로베스피에르
- 테르미도르의 반동
- 공포 정치